# Bayet
Bayet – miejscowość i gmina we Francji, w regionie Owernia-Rodan-Alpy, w departamencie Allier.

## Demografia
Według danych na rok 1990 gminę zamieszkiwało 556 osób, a gęstość zaludnienia wynosiła 25 osób/km². W styczniu 2015 r. Bayet zamieszkiwało 690 osób, przy gęstości zaludnienia wynoszącej 31 osób/km².